# 무흐센 알가사니
무흐센 살레 압둘라 알리 알가사니(아랍어: مُحسِن صَالِح عَبد اللَّه عَلِيّ الْغَسَّانِيّ, Muhsen Saleh Abdullah Ali Al-Ghassani, 1997년 3월 27일 ~ )는 오만의 축구 선수로 현재 방콕 유나이티드에서 공격수로 활동 중이며 오만 축구 국가대표팀의 일원으로도 활동하고 있다.